# Свети Димитър (Метеора)
Вижте пояснителната страница за други значения на Свети Димитър.
„Свети Димитър“ (на гръцки: Μονή Αγίου Δημητρίου) е бивш православен манастир на Метеора, Гърция. Днес от него са останали руини.